# Homotechnes
Homotechnes is een geslacht van kevers uit de familie  
kniptorren (Elateridae).
Het geslacht is voor het eerst wetenschappelijk beschreven in 1882 door Candèze.

## Soorten
Het geslacht omvat de volgende soorten:
- Homotechnes corymbitoides Candèze, 1882
- Homotechnes motschulskyi (Fleutiaux, 1902)
- Homotechnes nodai (Ôhira, 1996)
- Homotechnes ogatai (Kishii, 1983)
- Homotechnes yahikoanus (Kishii, 1986)